# تراشیانگتسه (بوتان)
تراشیانگتسه (به لاتین: Trashiyangtse) یک منطقهٔ مسکونی در بوتان (کشور) است که در Yangtse Gewog واقع شده‌است.
 تراشیانگتسه  ۲٬۷۳۵ نفر جمعیت دارد.